# Roger Sénié
Roger Sénié, né le 19 juillet 1920 à Aigues-Vives dans l'Ariège et mort le 11 septembre 2021 à La Bastide-de-Bousignac dans le même département, est un homme politique français.
Il est maire de la commune de La Bastide-de-Bousignac de 1947 à 2014, sous l'étiquette Gaulliste de gauche, puis Parti radical, puis RPR puis UMP. Avec plus de 66 ans de mandat, il est en 2014 le plus ancien maire de France avec Arthur Richier.

## Biographie
En 1947, il assiste le maire et conseiller général de La Bastide-de-Bousignac, son ancien instituteur. Roger Sénié étant un des rares habitants à avoir son baccalauréat en poche, l'édile lui propose son écharpe. Roger Sénié, dont le grand-père avait été maire du village entre 1920 et 1929, accepte la succession. Il est ensuite constamment réélu jusqu'en 2014.
En 2001, Jean Cazal, l'un de ses conseillers municipaux depuis 1977, monte une liste rivale et parvient à déstabiliser le maire, qui l'emporte avec « seulement » 65 % des voix.
En mars 2008, à 87 ans, Roger Sénié est élu maire pour la onzième fois consécutive. Cependant, les élections municipales sont annulées par un jugement du tribunal administratif de Toulouse le 6 juin 2008. Les nouvelles élections ont lieu le 20 juillet suivant et la liste Roger Sénié, intitulée « Pour La Bastide comme toujours », remporte l'élection avec 66 % des suffrages. À 88 ans, Roger Sénié est réélu maire le 25 juillet 2008 par le conseil municipal.
Il démissionne, avec le reste du conseil municipal, le 15 juin 2013, pour protester contre la décision du préfet d'inclure sa commune dans la communauté de communes du pays de Mirepoix, ce qui ferait perdre au village 145 000 euros de taxes pour une commune au budget annuel de 300 000 euros, puis entame une grève de la faim. Le 21 juillet 2013, la liste qu'il conduit l'emporte au premier tour et il est ensuite réélu maire. Il ne se représente pas aux élections municipales de 2014.
Roger Sénié fête ses 100 ans le 19 juillet 2020.
Il meurt le 11 septembre 2021, à l'âge 101 ans. Sa mort survient le même jour que celle d'Arthur Richier, qui est avec lui l'un des maires étant restés le plus longtemps en fonction en France.

## Décorations
- Chevalier de la Légion d'honneur